# 後鳥羽伝説殺人事件
『後鳥羽伝説殺人事件』（ごとばでんせつさつじんじけん）は、内田康夫の長編推理小説。浅見光彦シリーズの第1作である。1982年2月に単行本が刊行された。

## あらすじ
卒業論文の執筆のため、後鳥羽法皇が隠岐に流された経路に関する伝説（後鳥羽伝説）の道順を追って旅行していた女子大生・浅見祐子と正法寺美也子は、宿泊中の島根県仁多郡仁多町（現：奥出雲町）三成美女原の旅館で土砂崩れに遭い、祐子は死亡し、美也子は記憶を喪ってしまう。その8年後、美也子は友人の冥福を祈り、喪われた自身の記憶を取り戻すため、かつてと逆向きのコースを辿って旅行をしていたが、旅行最終日に尾道市内のある古書店で過去の記憶に関わる1冊の書物を見つける。その日の午後広島県の国鉄三次駅構内の跨線橋で、彼女は絞殺死体となって発見されたが、彼女の遺留品からはその本が紛失していた。
そのことに目をつけた三次署の野上刑事は捜査本部に報告するが、無視されてしまう。生前の美也子を目撃していた会社員・富永隆夫までもが殺害され、彼女の過去に事件を解く鍵があると直感した野上は東京へ出張するが、そこで浅見祐子の兄・浅見光彦と出会う。

## 登場人物
正法寺美也子（しょうほうじ みやこ）
この事件における第一の犠牲者。29歳のOL。8年前、大学の卒論執筆のために友人・浅見祐子と旅行をしていたが、土砂崩れに遭い祐子は死亡、自身も記憶喪失となる。8年前と逆のコースを辿って仁多町から尾道までを旅していたが、最終日に尾道の古本屋で「緑色の本」を購入し、旅の中間地点であった三次市に戻るという不可解な行動を取り、三次駅構内で殺害される。「彼女の行動なくしてはこの連続殺人事件はありえなかった」という重要な位置に立つ人物。
正法寺尚之（しょうほうじ なおゆき）
美也子の兄。大手商事会社勤務。美也子の遺体を引き取りに来る。
浅見祐子（あさみ ゆうこ）
美也子の友人であり、浅見光彦の妹。8年前、当時大学生のとき島根県で土砂崩れに遭い死亡する。
浅見光彦（あさみ みつひこ）
祐子の兄で東京都北区西ヶ原在住。32-3歳。雑文書きで糊口を凌いでいる。三次署の野上刑事に協力し、連続殺人事件と妹の死の真相を追い求める。野上刑事に8年前の事故に関するある事実を告白する。活躍するのは主に物語の中盤以降であるが、これは当初は浅見をシリーズキャラクターにする意図が無かったためである。
浅見陽一郎（あさみ よういちろう）
光彦と祐子の兄で、浅見家の長男。警察庁の刑事局長を務める。
浅見雪江（あさみ ゆきえ）
浅見兄弟の母。厳格な人物。亡き夫は大蔵官僚。
坂巻（さかまき）
美也子の上司。
北村義夫（きたむら よしお）
自由業。広島市内在住。33歳。
田坂峯夫（たさか みねお）
美也子の主治医。
富永隆夫（とみなが たかお）
大阪にあるD-社の会社員。47歳。美也子が「緑色の本」を福塩線の列車内で手にしているのを目撃した人物。庄原市で殺害される。
野上智子（のがみ ともこ）
野上刑事の妻。
新祖（しんそ）
国鉄三次駅の駅員。
池田謙二（いけだ けんじ）
三次東高校の歴史教諭。「緑の本」の元の所有者。縊死体で発見される。
木藤 孝一（きとう こういち）
庄原市の木藤製材所の二代目社長。既婚者。

### 警察
野上（のがみ）
三次警察署の叩き上げ部長刑事。この物語における主人公。周りからは、ベテランで信頼のおける警察官として見られている。池田が殺害される前に彼と接触を図るが、それが理由で桐山主任から謹慎処分を受けて捜査チームから外されてしまう。
桐山道夫（きりやま みちお）
広島県警本部から来たエリート警部。今回の殺人事件の捜査主任を務めることになる。所轄署の野上刑事に対して、非協力的な態度を取る。

榊原（さかきばら）
広島県警本部長。浅見陽一郎とは親友で、光彦とも面識がある。
稲垣（いながき）
広島県警刑事部長。桐山の大学の先輩に当たり、桐山に眼をかけている。
土屋（つちや）
広島県警捜査一課長。警視。
大友（おおとも）
三次警察署署長。警視。
落合（おちあい）
三次警察署刑事課長。警部。
森川（もりかわ）
三次警察署捜査係長。警部補。
石川（いしかわ）
広島県警捜査一課刑事。

## テレビドラマ

### 1982年版（TBS）
TBS系の2時間ドラマ「ザ・サスペンス」（毎週土曜日21:02 - 22:53）で1982年（昭和57年）8月21日に放送された。
本作では、正法寺美也子が光彦の恋人という設定になっている。主人公は光彦ではなく、野上刑事になっている。
キャスト
- 浅見光彦 - 国広富之
- 正法寺美也子(29)（丸の内の商事会社勤務の会社員） - 山口いづみ
- 美也子の母 - 福田公子
- 野上（三次署 部長刑事） - 長門裕之
- 野上智子（野上の妻） - 谷口香
- 桐山（県警捜査一課 警部） - 荻島眞一
- 稲垣（県警 刑事部長） - 久富惟晴
- 大友（三次署 署長） - 根上淳
- 落合（三次署 刑事課長） - 睦五郎
- 森川（三次署 捜査係長） - 織本順吉
- 田口（三次署 刑事） - 河原崎次郎
- 池田謙二（県立三次高校 歴史教諭） - 西田健
- 池田の母 - 東郷晴子
- 木藤 - きくち英一
- 富永（会社員） - 片桐竜次
- 旅館の女将 - 大原穣子

スタッフ
- 制作 : 大映テレビ／TBS
- プロデューサー : 野木小四郎、金川克斗志
- ディレクター・監督 : 鷹森立一
- 脚本 : 国弘威雄

### 1990年版（日本テレビ）
『浅見光彦ミステリー7・備後路殺人事件』は、日本テレビ系の2時間ドラマ「火曜サスペンス劇場」（毎週火曜日21:02 - 22:54）で1990年（平成2年）1月16日に放送された。
本作では、浅見祐子は「津村祐子」とされ、光彦の義姉の後輩で光彦とは赤の他人の設定に、また野上の妻は里帰りの設定に、池田の勤務先は高校から中学校に変更された。
なお、1982年（昭和57年）版で富永役を演じた片桐竜次は、古書店の店主役での出演。本作を原作にしたドラマでは2度目の出演。また82年版で三次署刑事役の河原崎次郎は弟である。
キャスト
- 浅見光彦(33) - 水谷豊
- 浅見陽一郎(45) - 高橋悦史
- 浅見和子(40) - 泉晶子
- 浅見雪江(70) - 乙羽信子
- 正法寺美也子（女子大日本史 講師） - 丸山秀美
- 野上（三次署 部長刑事） - 河原崎長一郎
- 桐山玄次(35)（県警本部捜査一課 課長補佐 警部） - 田中隆三
- 池田謙(35)（三次市立第二中学校 教師 ・ 郷土史クラブ顧問） - 石井洋祐
- 木藤孝一(35)（庄原市木材加工 木藤興産 社長） - 菅田俊
- 富永貴夫(45)（ヤマシン工業府中工場 社員） - 森下哲夫
- 古書店「尾道譚海堂書店」店主 - 片桐竜次
- 三次市観光協会 職員 - 綾田俊樹
- 津村（津村裕子の母） - 藤夏子
- 小野（美女原の民宿元経営者） - 阪上和子
- 会社員 - 福崎和広
- 中西 - 今井和子

### 2000年版（TBS）
『浅見光彦シリーズ14・後鳥羽伝説殺人事件』は、TBS系の2時間ドラマ「月曜ドラマスペシャル」（毎週月曜日21:00 - 22:54）で2000年（平成12年）9月4日に放送された。
第11作『蜃気楼』で犯人を演じた沢村一樹が光彦役に起用された最初の作品である。
光彦は、事件の真相を野上をはじめとする刑事たちの前で話し、ここで真犯人が逮捕されるという結末を迎え、野上が警察署長の指示で手錠を掛けている。また、本作においては野上が浅見家を訪れ、陽一郎と会っており、須美子から陽一郎の素性を聞かされて驚くという展開が描かれている。野上の身内として、妻が登場する。
キャスト
- 浅見光彦 - 沢村一樹
- 浅見祐子 - 林美穂
- 浅見陽一郎 - 村井国夫
- 浅見和子 - 山本郁子
- 浅見雪江 - 加藤治子
- 正法寺美也子(30) - 菊地裕子
- 野上（三次東署 部長刑事） - 佐藤B作
- 野上智子（野上の妻） - 岡本麗
- 桐山道夫（県警本部捜査一課 警部） - 羽場裕一
- 森川（県警本部捜査第一課 課長） - 津村鷹志
- 石川（県警本部捜査一課 刑事） - 乃木涼介
- 大友（三次東署 署長） - 石井愃一
- 有泉（三次東署 刑事） - まいど豊
- 三次東署巡査 - 佐藤裕一
- 池田謙二(34)（県立三次東高校 歴史教諭） - 村杉蝉之介
- 池田昌枝（池田の母） - 久松夕子
- 木藤孝一（庄原市 北備工業 社長） - 高杉亘
- 富永隆夫（尾道造船所 営業主任） - 落合順
- 古書店「尾道譚海堂書店」店主 - 久保晶
- 小野（美女原の民宿おのや元経営者） - 今井和子
- 吉田須美子（浅見家のお手伝い） - 井上彩名

### 2009年版（フジテレビ）
『浅見光彦シリーズ33・後鳥羽伝説殺人事件』は、フジテレビ系の2時間ドラマ「金曜プレステージ」（毎週金曜日21:00 - 22:52）で2009年（平成21年）4月10日に放送された。
沢村版と違い、こちらは桐山がすべての事実が明るみに出たことで拳銃自殺しようとするも、光彦によって阻止されるという結末を迎えている。
キャスト
- 浅見光彦 - 中村俊介
- 浅見祐子 - 山口あゆみ
- 浅見陽一郎 - 榎木孝明
- 浅見和子 - 五十嵐めぐみ
- 浅見雪江 - 野際陽子
- 正法寺美也子(32) - 梅宮万紗子
- 正法寺澄子（美也子の母） - 銀粉蝶
- 正法寺尚之（美也子の兄） - 清河寛
- 野上（三次南署 主任刑事） - 火野正平
- 桐山(34)（県警本部捜査一課 警部） - 川岡大次郎
- 森川（三次南署 刑事） - 山口良一
- 土屋（三次南署 刑事） - 青島健介
- 落合（三次南署 刑事） - 沢井正棋
- 南（三次南署 鑑識課員） - まいど豊
- 池田謙二(34)（県立三次東高校 歴史教諭） - 伊東孝明
- 池田昌枝（池田の母） - 柳川慶子
- 木藤孝一(34)（北備工業 社長） - 神尾佑
- 新祖（三次駅 駅員） - 菊池隆志
- 春子（仁田の民宿三崎屋 元経営者） - 村野友美
- 古書店「尾道譚海堂書店」店主 - 佐渡稔
- 曹洞宗功徳寺 住職 - 赤水惟延
- 後鳥羽上皇 - 今井慎
- 紙芝居の人 - 村上享平
- 藤田（出版社 旅と歴史編集長） - 小倉久寛
- 吉田須美子（浅見家のお手伝い） - 藤田瞳子

### 2009年版（TBS）
『浅見光彦〜最終章〜 木曽編―浅見家の悲劇―』は、TBS系の「水曜劇場」枠（毎週水曜日21:00 - 21:54）で2009年（平成21年）11月25日（第6話・前編）と12月2日（第7話・後編）に放送された。
舞台が広島・島根から長野木曽に変更され、また桐山は陽一郎の部下という設定に変更されており、一連の事件の犯人ではなくなっている。
ただし、祐子の死の真相に友人2人が関わっていたことを知りながら、そのことを隠し続けていたことが明らかとなり、最終的に自責の念から警察庁を依願退職している。
キャスト
- 浅見光彦 - 沢村一樹
- 浅見祐子 - 小出早織
- 浅見陽一郎 - 風間杜夫
- 浅見和子 - 黒田知永子
- 桐山道夫（陽一郎の部下 警部） - 田中幸太朗
- 浅見雪江 - 佐久間良子
- 正法寺美也子（祐子の親友） - 奥田恵梨華
- 森村香菜（祐子の親友） - 森脇英理子
- 野上茂雄（長野県警木曽署 刑事） - 柴俊夫
- 石川（長野県警 警部） - 千原せいじ
- 田部敏夫（木曽署 刑事） - 石井テルユキ
- 池田博之（スナック店主） - 米村亮太朗
- 木藤幸司（池田の同級生） - 斉藤祥太
- 吉田須美子（浅見家のお手伝い） - 原沙知絵

### 2018年版（TBS）
『新・浅見光彦シリーズ2・後鳥羽伝説殺人事件』は、TBS系の2時間ドラマ「月曜名作劇場」（毎週月曜日20:00 - 22:00）で2018年（平成30年）2月26日に放送。
沢村版（2000年）と同じく佐藤B作が野上刑事役で出演。野上哲男というフルネームが付けられている。本作では、野上は寡暮らしをしており、身内として娘・文香が登場。この作品は本来、ヒロイン役の女性が登場しない作品であるが、文香はこのドラマにおけるヒロイン役である。演じるのは森脇英理子。「後鳥羽伝説殺人事件」を原作とした映像作品に2009年版に続く2度目の出演で、今作ではヒロイン役となった。表記される字幕の色は、光彦が黄色で野上は水色、文香は緑色となっている。
また、旅行の目的が卒業論文の執筆から高校の卒業旅行へ、祐子が亡くなった「事故」が土砂崩れから放火での火災事故へ、美也子の殺害現場が三次駅構内の跨線橋から後鳥羽院御陵の境内へ、緑色の本が正法寺家蔵書から祐子の所有していた本へ、木藤は殺害されるから逮捕され自供するなど原作から変更されている。
キャスト
- 浅見光彦 - 平岡祐太
- 浅見祐子 - 秋月三佳
- 浅見陽一郎 - 石丸幹二
- 浅見和子 - 魏涼子
- 浅見雪江 - 竹下景子
- 正法寺美也子(30)（音響機器メーカー社員） - 向里憂香
- 正法寺雅代（美也子の母） - 高林由紀子
- 野上哲男(59)（三次中央署 刑事） - 佐藤B作
- 野上文香（哲男の娘 ・ 笑家店員） - 森脇英理子
- 桐山道夫（県警捜査一課 警部 ・ 桐山建設の娘婿） - 黄川田将也
- 大友勇治（三次中央署 署長） - 大和田伸也
- 落合（三次中央署 刑事） - 吉見一豊
- 池田謙二（県立三次東高校 歴史教諭） - 水澤紳吾
- 木藤孝一（尾道 居酒屋経営者）- 阿部亮平
- 阿南照子（児童養護施設「尾道聖愛悠園」園長）- 河合美智子
- 三村達子（三次唐麺 鉄板料理焼店「笑家」店主） - 丘みつ子
- 仁多旅館主人 - 加藤満
- 菊江（美女原の民宿おのや元経営者） - 福井裕子
- 吉田須美子（浅見家のお手伝い） - 浦まゆ

## 舞台
2024年5月4日から5月7日まで渋谷伝承ホールで上演。脚本は野口大輔、演出は鼓太郎。
キャスト
- 浅見光彦 - 布川隼汰
- 浅見雪江 - 池上季実子
- 浅見陽一郎 - 野村宏伸
- 浅見和子 - 麻乃佳世
- 吉田須美子 - 野中ぴよこ/塩崎沙織（Wキャスト）
- 浅見祐子 - 妃乃ゆりあ/惣田紗莉渚（Wキャスト）
- 野上哲男 - 西岡德馬
- 落合真紀 - えまおゆう
- 森川浩太 - あも/大鶴義丹（Wキャスト）
- 池谷徹 - 中村優希/安田龍生（Wキャスト）
- 清水摩耶 - 山田あんり/佐藤佳奈子（Wキャスト）
- 野上智子 - 藤田よしこ
- 桐山道夫 - 野口大輔/古田伊吹（Wキャスト）
- 石川恭子 - 南条采良/平塚千瑛（Wキャスト）
- 池田みよ - 諫山純子
- 近藤征夫 - 神太郎/鈴木雄司（Wキャスト）
- 小野玲子 - 二木蒼生/平岡明純（Wキャスト）
- 正法寺美也子 - 半沢ありさ/トリンドル瑠奈（Wキャスト）
- 木藤孝一 - 小林幹/三宅勝（Wキャスト）
- 池田謙二 - 志村光貴/山脇広大（Wキャスト）
- ナレーション - 榎木孝明

## 逸話
- 作家に専念する前の内田がCM制作会社を経営していたとき、広島県府中市のリョービの本社を度々訪れて広告の仕事を手がけた。この時、現在の会長で当時社長だった浦上浩から、この地方（備後地方）に伝わる後鳥羽天皇にまつわる伝承（後鳥羽伝説）を聞いた。それを基に創作したのが、商業デビュー作である本作である。この作品は浅見光彦が初登場する内田の出世作となった。浦上はこの前作である『本因坊殺人事件』の主人公の名前に使われている[2]。
- 連続ドラマ『浅見光彦〜最終章〜』では桐山道夫が陽一郎の部下という設定で登場しており、6話ではこの作品を元にしたストーリーで描かれる。ただ、舞台は広島・島根ではなく木曽へ変更され、オリジナルキャストも登場する。
- 沢村版（「月曜ドラマスペシャル」）と中村版、平岡版では、祐子が亡くなった時期が原作とそれぞれ異なる。原作が8年前に対して、沢村版は10年前に変更されており、中村版・平岡版は12年前に変更されている。